# ماري صوفيا آلن
ماري صوفيا آلن (حاصلة على رتبة الإمبراطورية البريطانية؛ 12 مارس 1878 – 16 ديسمبر 1964) ناشطة سياسية بريطانية عُرفت بدفاعها عن حقوق المرأة خلال العقدين الأول والثاني من القرن العشرين، وانخرطت لاحقًا بالفاشية البريطانية. يُشار إليها كواحدة من أوائل قياديي متطوعي الشرطة النسائية. سعت آلن مرارًا وتكرارًا إلى تحديث الأنظمة القائمة في ذلك الوقت أو الطعن فيها، وضمان إمكانية تحول جهاز الشرطة النسائية إلى قوة مساعدة بعد قبول النساء في بعض قوات الشرطة البريطانية. رشحت نفسها ذات مرة لمجلس العموم بوصفها ليبرالية مستقلة، واستعانت بالقوة المساعدة النسائية في اعتراض الإضراب العام سنة 1926. التقت بعد ذلك وتحدثت مع الفاشيين الأوروبيين والألوية المناهضة للشيوعية، الأمر الذي استدعاها للقيام برحلات متكررة خارج البلاد والانضمام علنًا إلى اتحاد الفاشيين البريطاني في عام 1939. بعد تقاعدها، نشطت آلن في مجال حقوق الحيوان.

## نشأتها
ولدت آلن لأسرة ميسورة الحال في كارديف سنة 1878، وكانت واحدة من الأبناء العشرة لتوماس إسحاق آلن، كبير المشرفين على خط السكك الحديدية الغربية العظمى. كانت ماري قريبة من أخواتها، اللواتي كن جميعهن يملن إلى الروحانية الدينية تلقت تعليمها في منزلها، ثم في كلية الأميرة هيلينا. غادرت المنزل في سن الثلاثين عام 1908 بعد خلاف مع والدها حول حق المرأة في التصويت (لم تعد إلى المنزل حتى وفاته في ديسمبر عام 1911).
انضمت آلن إلى الاتحاد الاجتماعي والسياسي للمرأة الذي أسسته إميلين بانكهورست، وأصبحت منظمًا تابعًا له في الجنوب الغربي، ولاحقًا في إدنبرة. سجنت ثلاث مرات في عام 1909 لتحطيمها نوافذ مكاتب دائرة الضرائب والنادي الليبرالي في بريستول ووزارة الداخلية، وأضربت مرتين عن الطعام، وأجبرت على تناول الطعام في المرة الأخيرة، والتي منحتها على إثرها إميلين بيثيك لورينس ميدالية الإضراب عن الطعام نظرًا لبسالتها.
بينما كانت في السجن، قامت مع آخرين بخياطة قمصان السجن وطرزوا سرًا كتابات على بطانة القميص مثل «حق المرأة في التصويت».

## الحرب العالمية الأولى
عند اندلاع الحرب العالمية الأولى، توقفت النشاطات النضالية المطالبة بمنح المرأة حق الاقتراع. رفضت آلين عرض عمل لجمعية التطريز الحرفية، وبحثت عن مهنة أكثر نشاطًا. سمعت أن عددًا من النساء يحاولن إنشاء قوة شرطة نسائية، وفي عام 1914، انضمت إلى جمعية متطوعي الشرطة النسائية بقيادة نينا بويل. تولت القيادة بعدها مارجريت دامر داوسون في 1915 وأعادت تسميتها إلى دائرة الشرطة النسائية، وكانت آلين بمنصب نائب القائد. صمموا الزي الخاص بهم وافتتحوا مدارس تدريب في لندن وبريستول. رأت أن دورها يتمثل أساسًا في التعامل مع النساء والأطفال وإنقاذ النساء من «الرذيلة» (الدعارة) والاستعباد الجنسي. خدمت آلن في مدينتي غرانثام وكينغستون أبون هال، مشرفة على أخلاق النساء في جوار ثكنات الجيش. ذهبت إلى مصانع ذخائر الشرطة التي كانت توظف أعدادًا كبيرة من النساء. عملت أيضًا في لندن، حيث اعتبرت «حمّى خاكي (حالة تصف انجذاب النساء إلى الرجال في الزي العسكري)» مشكلة آنذاك. أدى العمل في شؤون رعاية الأطفال إلى قيام دائرة الشرطة النسائية بإنشاء مكتب خيري ودار للأمهات والأطفال. مُنحت آلن رتبة الإمبراطورية البريطانية نظير خدماتها التي قدمتها خلال الحرب.
حلقت ألين ومارجريت دامر داوسون شعرهما حلاقة قصيرة وارتدوا زيًا عسكريًا ملتزمًا، وارتدت آلن زيها العسكري في العلن لبقية حياتها. في عام 1915 كتبت داوسون وصيتها التي تركت على إثرها دور القيادة لآلن؛ وعندما ماتت داوسون فجأة في عام 1920، تولت آلن دور قيادة دائرة الشرطة النسائية. بعد الحرب كان من المتوقع حلّ دائرة الشرطة النسائية: إذ لم تر السلطات وجود حاجة أخرى للمنظمة. أنشأت شرطة العاصمة شعبة نسائية خاصة بها، واتهمت دائرة الشرطة النسائية بالتخفي كشرطيات تابعين لشرطة العاصمة. اعتقلت آلن في عام 1921 لارتدائها زي شرطة العاصمة، ولكن صدر قرار بأن أنشطتها كانت عديمة الضرر وأنه يسمح لها بارتداء اللباس، وذلك بسبب أنشطتها التي تضمنت إخراج ملفات حول نشطاء يساريين.